# Cypripedium ludlowii
Cypripedium ludlowii là một loài thực vật có hoa trong họ Lan. Loài này được P.J.Cribb mô tả khoa học đầu tiên năm 1997.